# Nora Lafi
Nora Lafi (Istres, 1965) è una storica francese.
È specialista dell'Impero ottomano, e più specificamente della storia delle città dell´Africa Settentrionale e del Medio Oriente tra Settecento e Novecento.
Ha pubblicato molti studi sulla storia urbana di Tripoli, della Libia e del mondo arabo in generale, e si interessa anche alle dinamiche relative alle riforme ottomane della seconda metà dell´Ottocento, le Tanzimat.
Dopo il suo dottorato di ricerca, preparato tra Aix-en-Provence, Tripoli, Tunisi, Istanbul e il Cairo, ha insegnato la storia nelle università di Aix-en-Provence et Tours. È attualmente ricercatrice presso il Zentrum Moderner Orient di Berlino. Dirige inoltre con Ulrike Freitag un programma di ricerca presso il Wissenschaftskolleg di Berlino (EUME) sulla nozione di cosmopolitismo nel Medio Oriente.
Nora Lafi ha creato nel 2001 con Denis Bocquet il sito internet H-Mediterranean, presso H-Net (Michigan State University).
Pubblicazioni più significative:
- Une ville du Maghreb entre ancien régime et réformes ottomanes: Tripoli 1795-1911, Parigi, L´Harmattan, 2002
- Municipalités méditerranéennes. Les réformes urbaines ottomanes au miroir d´une histoire comparée (a cura di), Berlino, K. Schwarz, 2005
- Les Annales tripolitaines de Charles Féraud, réédition critique, Saint-Denis, Bouchène, 2005
- The City in the Ottoman Empire. Migration and the Making of Urban Modernity Londra, Routlege, 2010, 272p. (a cura di, con U. Freitag, M. Fuhrmann e F. Riedler)